# Mount Everts
Der Mount Everts ist ein Berg innerhalb des Yellowstone-Nationalparks, unmittelbar östlich der Ortschaft Mammoth Hot Springs im US-Bundesstaat Wyoming, nahe der Grenze zu Montana. Sein Gipfel hat eine Höhe von 2391 m. Er ist Teil der Gallatin Range. Seine Gewässer entleeren in den Yellowstone River.

## Geologie
Mount Everts entstand vor 70–140 Millionen Jahre durch sedimentiertes Gestein, als das Gebiet unter einem Binnenmeer lag. Das Gestein besteht aus Sandstein und Schiefer.

## Geschichte
1870 fand die Washburn-Langford-Doane-Expedition in das Gebiet des heutigen Yellowstone-Nationalparks statt. Einer der Teilnehmer, Truman Everts, verirrte sich in der Nähe des Yellowstone Lake und irrte 37 Tage alleine durch das Gebiet. Er schlug sich unter größten Entbehrungen nach Norden durch, wo er völlig entkräftet gerettet wurde. Henry Dana Washburn, der Leiter der Expedition, benannte Mount Everts nach Truman Everts, im Glauben, dass der Berg ganz in der Nähe der Stelle lag, an der Everts gerettet wurde. Tatsächlich war dies ein Irrtum – Everts war deutlich weiter im Süden, auf dem Blacktail Plateau, gerettet worden.

## Galerie

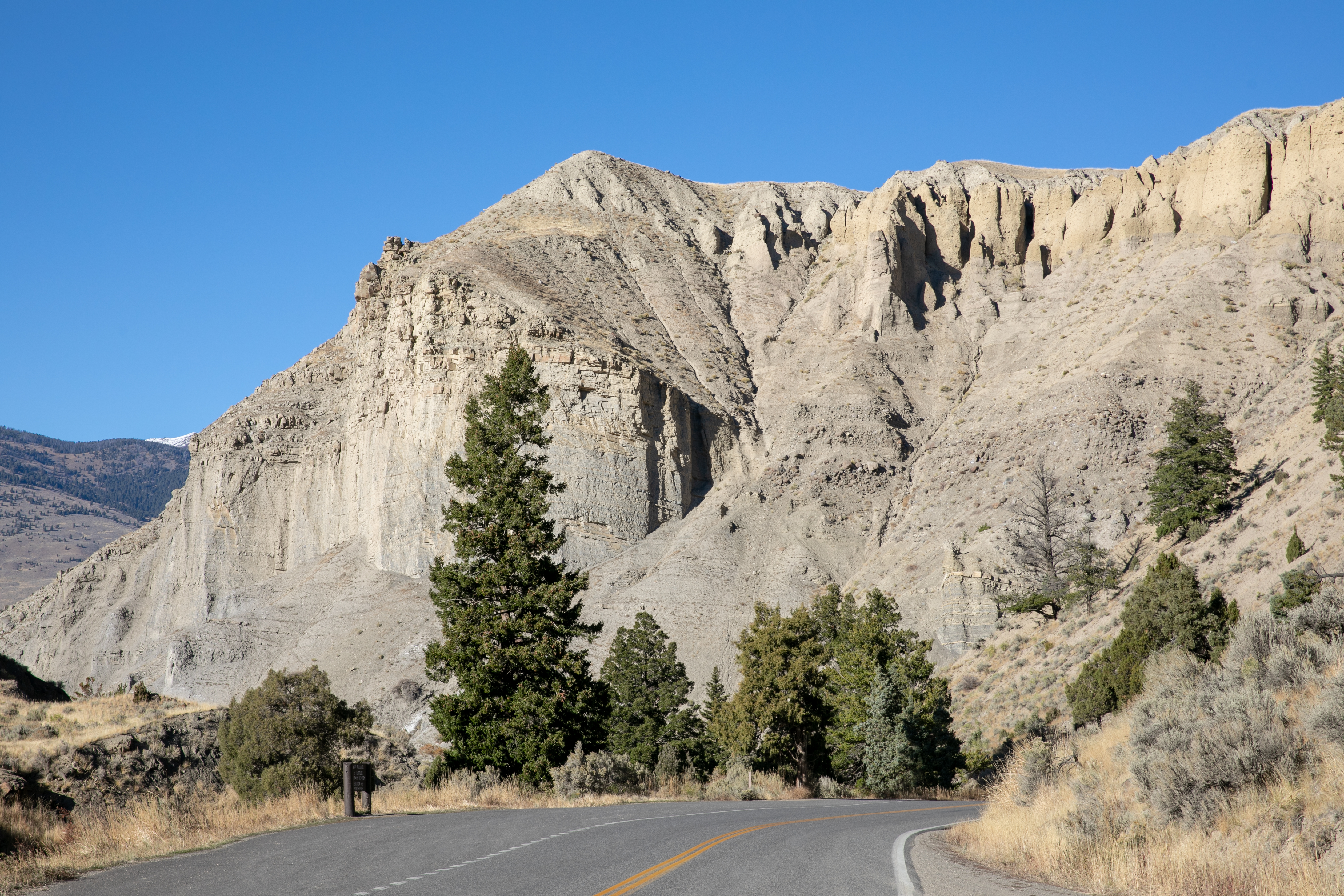
Mount Everts von der Grand Loop Road
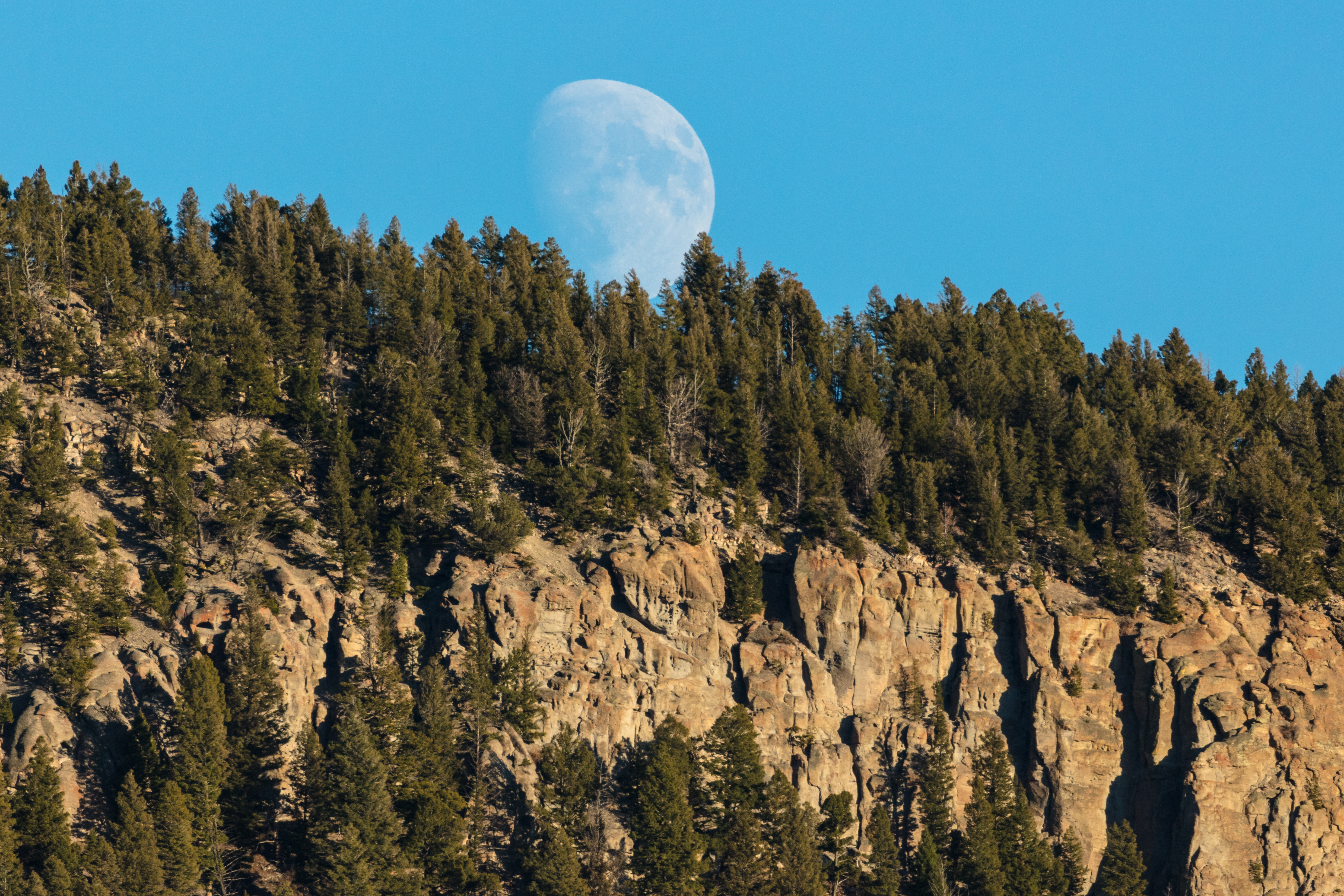
Mond über dem Mount Everts
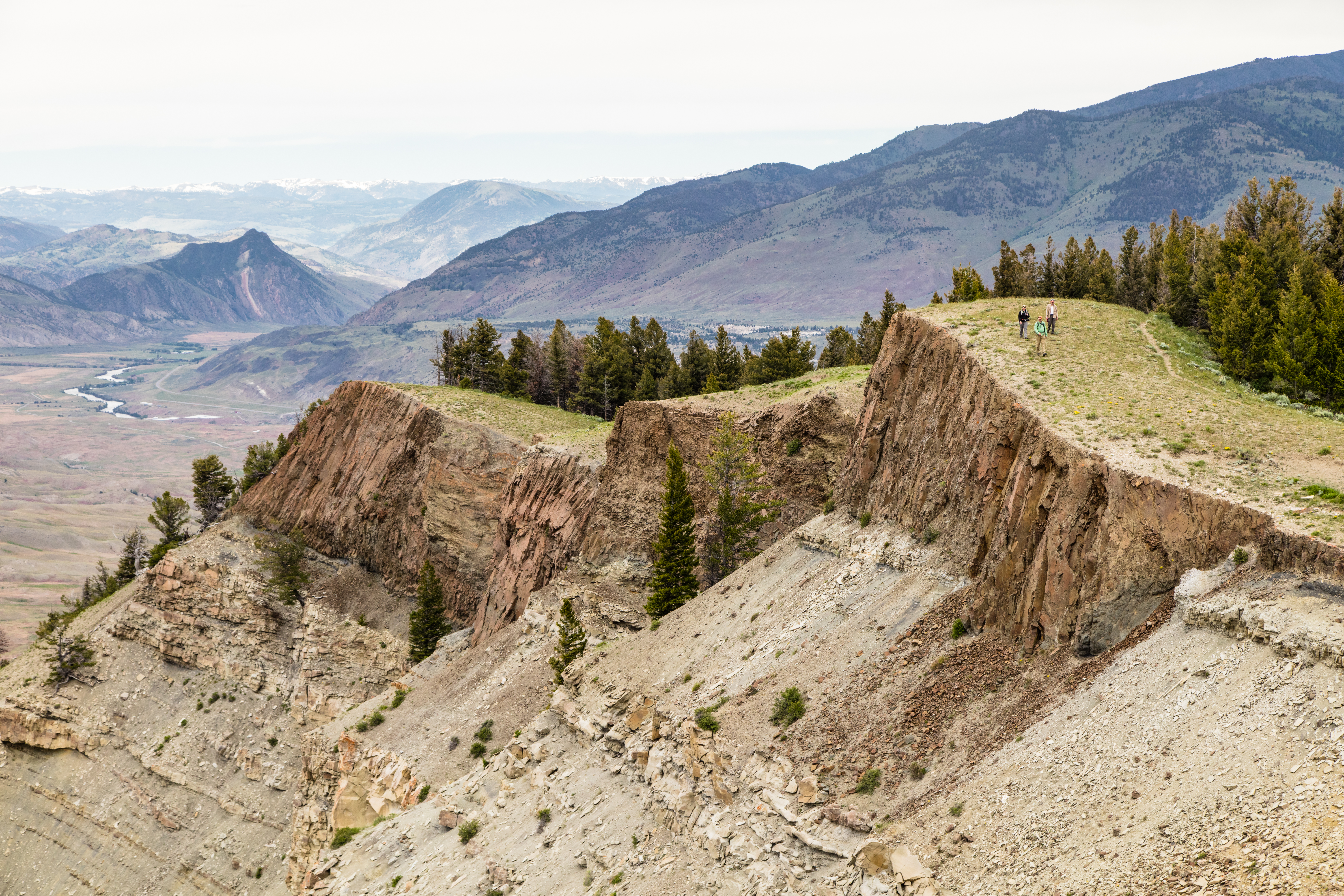
Wanderer auf dem Mount Everts, im Hintergrund das Tal des Gardner River
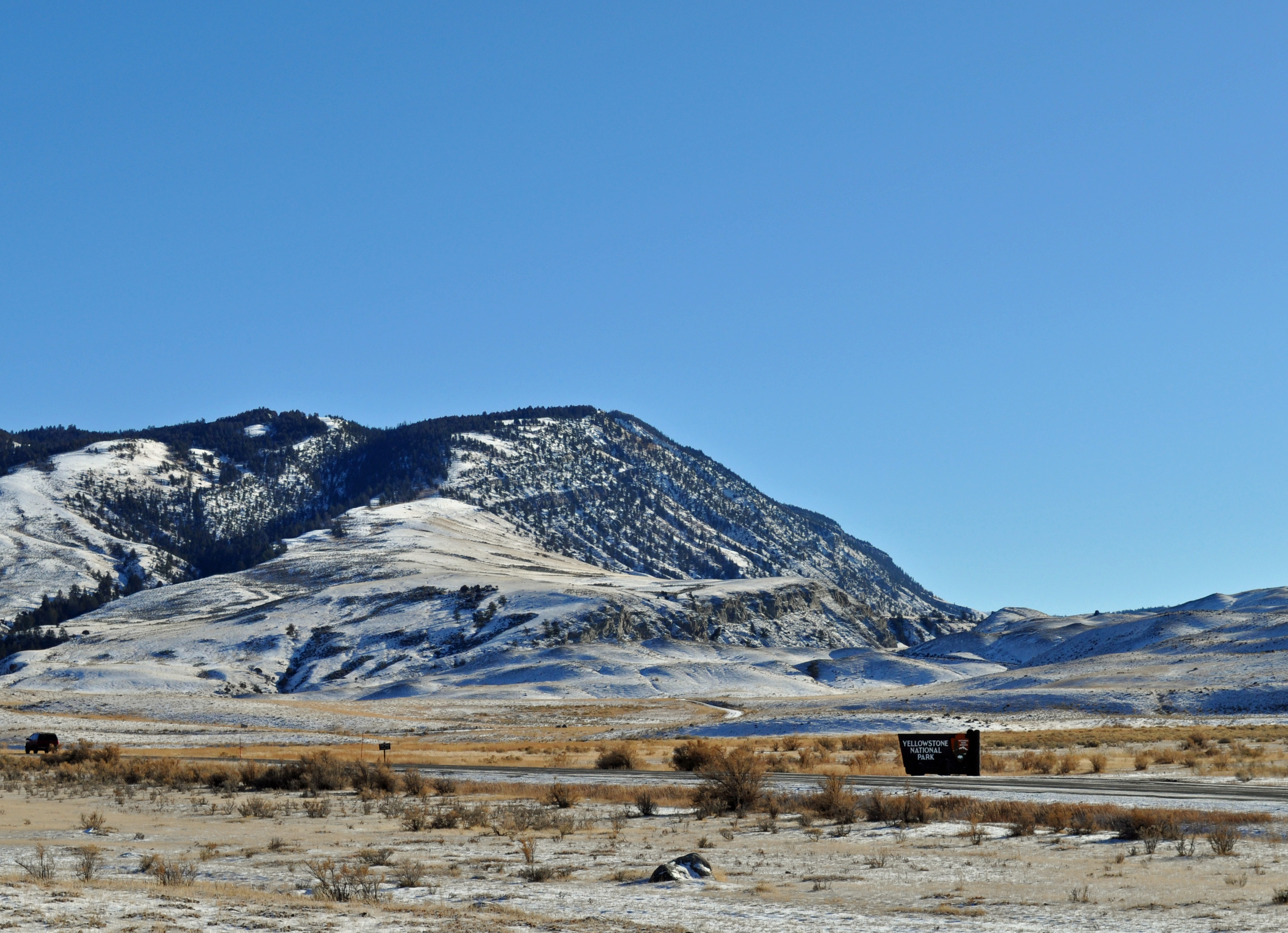
Mount Everts
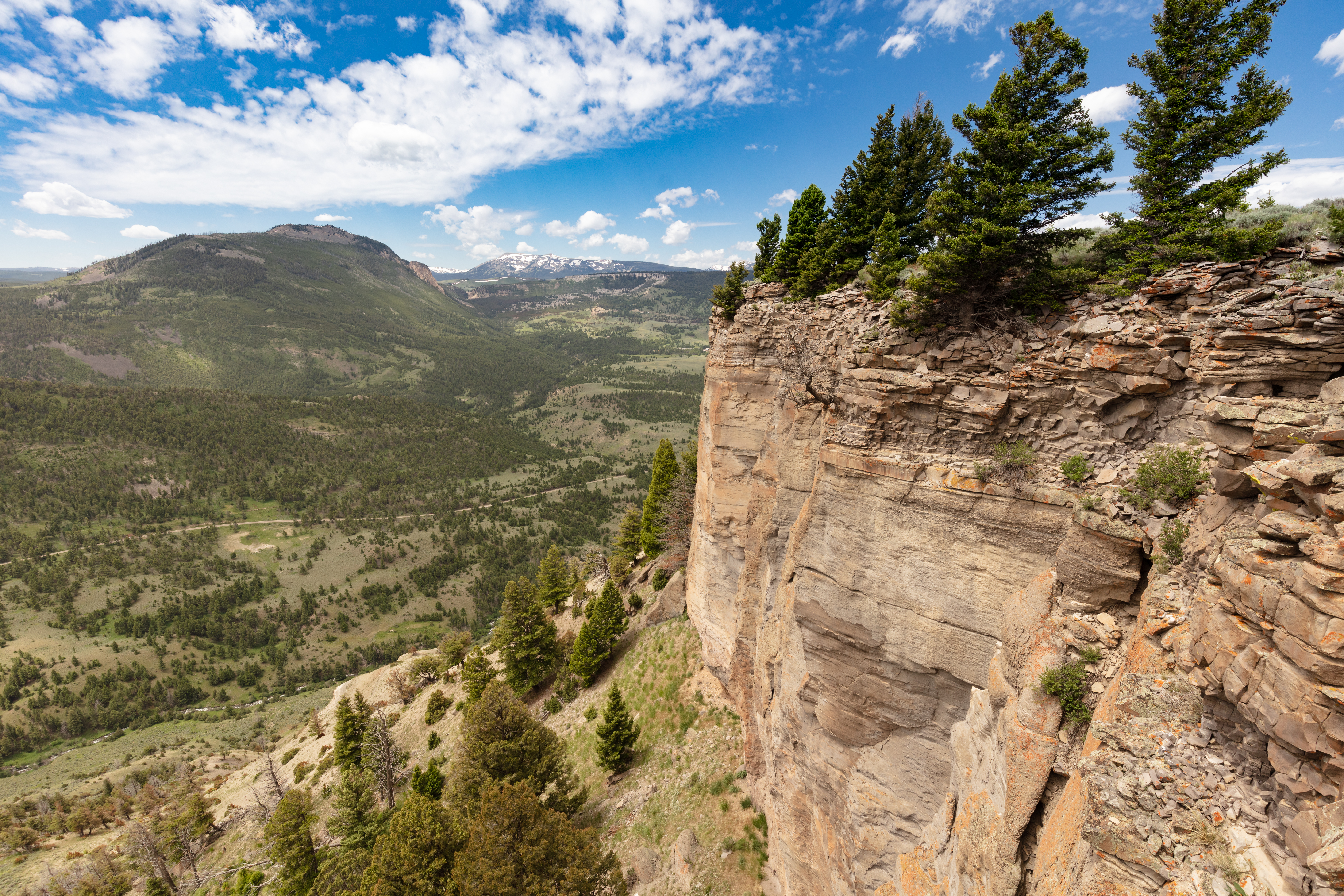
Aussicht vom Gipfelkamm